# Industria Licorera de Caldas
La Industria Licorera de Caldas es una empresa dedicada a la fabricación de licores con sede en la ciudad de Manizales, Colombia.
La ILC empresa Industrial y Comercial  del departamento de Caldas, por consiguiente es socia de la gobernación de caldas.
La Industria Licorera de Caldas, siendo la más antigua del país, lleva 118 años de experiencia en la elaboración de licores para los mercados nacionales e internacionales, mejorando cada día más sus técnicas y avanzando tecnológicamente para la creación de licores de la más alta calidad-Precio.Es el aguadiente Amarillo más vendido en Colombia.

## Historia
Fue construida la “Real Fábrica de Aguardiente” , mientras que el primer telar tuvo origen en 1.790.
1870 – 1880: Don Pantaleón González, Don Francisco Jaramillo Ochoa, Don Justiniano, entre otros, cultivaron la caña y fundaron ingenios de azúcar para destilar guarapo, fabricar alcohol y vincularse al remate de la venta de licores.
1905: Se dio el monopolio de licores al estado. Al crearse el departamento de Caldas, Manzanares queda bajo su control. En este municipio se produjo unos de los mejores aguardientes, el “Aguardiente de Manzanares”, formulado por don Juan de Dios Echeverri, administrador del zacatín de esta localidad.
1909: La Nación entrega al departamento, el dominio sobre las rentas y fabricación de licores.
1911: Según ordenanza No 36, La Asamblea del Departamento de Caldas, organiza la renta de licores.
1919: La ley 18 ordena a los departamentos, explotar directamente, sin concesiones, la producción alcohólica. Es así como Caldas, instala una fábrica de licores en la ciudad de Pereira a través de la gerencia de Rentas Departamentales e instala zacatines, destilerías de tipo artesanal, en Armenia, Riosucio, Salamina y Manzanares, en donde se elabora “el roncito”, licor rudimentario con que se inició la producción de licores.
1923: El presupuesto departamental de 1923 en dos millones novecientos cincuenta y dos mil novecientos dieciséis pesos ($2.952.916). Las exclusivas rentas de tabaco, licores y degüello de ganado mayor, produjeron en el primer trimestre, un millón trescientos ochenta y seis mil ochocientos diez pesos ($1.386.810). La renta anual de licores en Caldas se calculó en un millón de pesos oro (1.000.000). Produjo en 6 meses ochocientos sesenta y dos mil quinientos diez pesos ($862.500)
1926: Siendo Gobernador de Caldas el doctor Gerardo Arias Mejía y Secretario de Hacienda el doctor Juan Pinzón, nombran a don Joaquín Vieira Gaviria, como Gerente de Rentas Departamentales de Caldas, en Pereira. Vieira contra los servicios del técnico cubano de origen Catalán, Ramón Badía y se compromete a pagarle seis mil pesos ($6.000) de los fondos destinados para gastos de producción de licores. Si alguna de las partes faltare a los compromisos contraídos, incurrirá en una multa de mil pesos ($1.000).
1928: La fórmula del Ron Viejo fue creación del cubano de origen catalán, Ramón Badía, quien se desempañaba como técnico de la industria licorera de Caldas en esa época.
1929: El Departamento de Caldas, adquiere tierras de don Pantaleón González, con calificados lotes de pasto y caña, ubicados en la antigua estación del ferrocarril, hoy Universidad Autónoma, avaluados en cien pesos. Allí se ubicó el “Zacatín nuevo”, para distinguirlos de los Zacatines de Bellavista y Hoyo Frío. Don Juan de la Cruz Gómez Murillo, se encarga de la producción de ron. Se instala la fábrica de vinos en los sótanos de la Gobernación de Caldas.
1943: Mediante ordenanza n.º 13 de 1.943, aclarada y corregida con la n.º 6 de 1944, se crea la Industria Licorera de Caldas, como una entidad autónoma, para darle a la venta de licores la organización comercial indispensable para su mayor prosperidad y rendimiento económico. Sería dirigida por el señor Gobernador y el Secretario de Hacienda Departamental, como miembro permanente. Hasta este año, la División de Rentas de la Secretaría de Hacienda regía la producción de licores en Caldas.
1944: Se lanza el Ron Viejo de Caldas a mercados fuera de Caldas, empezando por la costa atlántica. Con Darío Álvarez Caldense, se formalizó un contrato para vender en ese lugar 1.000 botellas anualmente a través de toda la costa (corrían los años 1944-1945). Vendió las botellitas en tres meses procediendo luego a constituir una sociedad con $20.000 de capital. Duró el comercio en manos del mismo distribuidor hasta 1969 cuando el contrato era de un 1.000.000 de botellas año y se había cubierto la totalidad de la costa norte, tan popularizado que cubría el 80% del consumo de licores y se había lanzado “la media botella”.
1950: Nace la fórmula del Aguardiente Cristal.
1952: El Aguardiente Cristal sale al mercado con el nombre de “Aguardiente Blanco”, botella larga, tapa roja y etiqueta blanca. Su fórmula inicial tenía entre 38% y 42% de alcohol. Posteriormente el químico Jorge Mejía Isaza, director técnico de la empresa en aquel momento, progresivamente bajo su graduación alcohólica a 32% Vol. De alcohol. Actualmente, es producida a 29% Vol.
1955: La ILC vendía 35.000 botellas/mes.
1956: Se le da el nombre de Aguardiente Cristal.
1957: El Aguardiente Cristal sobrepasa en ventas a los aguardientes amarillos.
1960: Se inicia la producción de Brandy Tourell, el único Brandy que se produce en Colombia con auténticos productos franceses.
1961: Se cierran los zacatines de Armenia y Manzanares. Los alambiques se traen para Manizales.
1963: Contratación para el anteproyecto general de la “Nueva Planta de Saboya”.
1967: Al producirse la desmembración política del Viejo Caldas, se traslada la Fábrica de Licores de Pereira a Manizales.
1968: El 8 de agosto el doctor José Ocampo Avendaño lidera la inauguración de la nueva planta en presencia del presidente Carlos Lleras Restrepo. Pasa la producción 4.000 a 20.000 litros de alcohol diarios.
1974: Lanzamiento al mercado del Vodka Sabolynaya.
1978: Contratación de la ampliación de la Planta de Saboya. En este período se adquirió en Estados Unidos el equipo de envasado “Planta No.1”, línea automática, la de mayor velocidad en el mundo en este momento: 400 botellas por minuto.
1981: Inauguración de la “Nueva Planta”.
1982: Se inicia la exportación de productos a Estados Unidos a Través de la Shaw Ross Internacional Importers Inc, compañía particular que se constituyó en el Estado de Florida el 12 de agosto de 1969.
1984: Se lanza al mercado la crema de café Kaldí.
1987: Gracias a los beneficios tributarios originados por la tragedia del volcán Arenas del Nevado del Ruiz, se importaron equipos para aumentar la capacidad de envasado, “Línea No. 4”, equipos de laboratorio, destilería y montacargas.
1990: Se privatizan las ventas de licores en Caldas. Se suspenden los estancos, suprimiendo sus costos de sostenimiento. A partir de la fecha se venden a través de distribuciones.
1991: Se gestiona con éxito que la Asamblea Nacional Constituyente, no permitiera que las empresas azucareras del país produjeran alcoholes.
1993: Nace el grupo ecológico de la Industria Licorera de Caldas.
1997: La ILC recibe el Premio Internacional versión 1997 de la Feria de Anuga en Colonia, Alemania.
2008: iTQi Superior Taste AWARD 2008, Bruselas Bélgica. El International Taste & Quality Institute de Bruselas, otorgó las siguientes calificaciones al ron Viejo de Caldas en sus 3 versiones y al Aguardiente Cristal tradicional y sin azúcar así:
- Aguardiente sin azúcar 89,2 sobre 100 puntos (calificado como un sabor superior de 2 estrellas).
- Aguardiente tradicional calificación 83,9 sobre 100 puntos (calificado como un sabor superior de 2 estrellas).
- Ron Viejo de Caldas 3 años tradicional 81,1 sobre 100 puntos (calificado como un sabor superior de 2 estrellas).
- Ron Viejo de Caldas 5 años Juan de la Cruz, calificado con 84,6 sobre 100 puntos (calificado como un sabor superior de 2 estrellas).

2010: Lanzamiento Aguardiente Cristal tapa azul. 
iTQi Superior Taste AWARD 2010, Bruselas Bélgica. El International Taste & Quality Institute de Bruselas, otorgó las siguientes calificaciones al ron Viejo de Caldas en sus 3 versiones y al Aguardiente Cristal sin azúcar así:
Se le otorgó Dos Estrellas Doradas a Ron Viejo de Caldas Tradicional y a Ron Viejo de Caldas Juan de la Cruz. Igualmente, se le otorgó Tres Estrellas Doradas a Ron Viejo de Caldas Carta de Oro, y Dos Estrellas Doradas a Aguardiente Cristal Sin Azúcar.
2012: Ron Viejo de Caldas Gran Reserva Especial
iTQi Superior Taste AWARD 2012, Bruselas Bélgica. El International Taste & Quality Institute de Bruselas, otorgó las siguientes calificaciones al ron Viejo de Caldas en sus 3 versiones y al Aguardiente Cristal sin Azúcar TapaAzul así:
Se le otorgó Dos Estrellas Doradas a Ron Viejo de Caldas Tradicional y a Ron Viejo de Caldas Juan de la Cruz. Igualmente, se le otorgó Tres Estrellas Doradas a Ron Viejo de Caldas Carta de Oro, y Dos Estrellas Doradas a Aguardiente Cristal sin Azúcar Tapa Azul. 
2013: La ILC ofrece a la principal feria de América escenarios que no se presentaban en años anteriores, es el caso de la Experiencia Ronera ubicada en el tradicional sector del Cable, el bulevar del Ron en el Monumento de Los Colonizadores y la historia de la imagen y marca de la Industria Licorera de Caldas en Expoferias, actividades que permiten posicionar las marcas de los productos y generar pertenencia por la industria caldense.
2014: La Industria Licorera de Caldas continúa recibiendo buenas noticias y reconocimientos para sus productos por la buena calidad de sus licores a nivel nacional. En esta oportunidad el Instituto Colombiano de Normas Técnicas y Certificación (Icontec) otorgó los certificados de conformidad Sello de Calidad, para los productos de la familia de Rones, Aguardientes y Cremas, producidos por la Industria Licorera de Caldas.
2016: Una de las metas planteadas por el gerente general de la ILC, Luis Roberto Rivas Montoya para el 2016 era la venta de 22 millones de botellas durante el año, meta que se cumplió con la comercialización de 25 millones 200 botellas, de las cuales el 34% corresponden a marcas propias Ron Viejo de Caldas con un crecimiento del 37%  y Aguardiente Cristal con un crecimiento del 11%;  durante el 2015 en estas marcas la ILC vendió 15.923.846 botellas y en el 2016 21.384.989.
La Industria licorera de Caldas este año también le apostó a la modernización tecnológica, por eso con una inversión cercana a los 12 mil millones de pesos que se hace entre el año 2016 y 2017 se logrará la automatización de los procesos en la elaboración de licores, la modernización de línea 1 y 4, la adquisición de maquinaria de envasado TetraPak y la modernización tecnológica de la Subestación eléctrica.“Estos resultados se alcanzaron gracias a su esfuerzo y al proceso de transformación que pusimos en marcha este año con equipo gerencial altamente especializado en las diferentes áreas, a la recuperación de mercados en varias zonas del país, a la optimización financiera y a la nueva estrategia de mercadeo y de distribución enfocadas en los canales de consumo, -tienda a tienda, hoteles, restaurantes y bares en donde se concentra el mayor potencial de venta de licores”
La Industria Licorera de Caldas, fue elegida por la productora de cine chilena, Clavija Producciones, como la única licorera de Colombia para participar dentro del documental “Caballos, Vinos y Destilados” que será emitido en el mes de agosto dentro de la cadena Fox en su programación de los canales documentales como son NatGeo y Discovery.
2017: La Industria Licorera de Caldas recibió como "Favorable y sin Observaciones"  la certificación en BPM, Buenas Prácticas de Manufactura, de conformidad con lo establecido en la legislación sanitaria vigente: Ley 09 de 1979, Decreto 1686 de 2012 y Decreto 1506 de 2014, otorgada por el INVIMA
El jueves 30 de noviembre la Industria Licorera de Caldas presentó su nuevo Ron Viejo de Caldas 21 años que llevará como nombre León Dormido, el cual le rinde un homenaje al volcán Nevado del Ruíz.
La Industria Licorera de Caldas fue premiada como Mejor Empresa Productora de Ron certificada por el IRC 2016 (International Rum Conference) dentro del VI Congreso Internacional del Ron que se llevó a cabo en Madrid, España del 29 de mayo al 1 de junio. Este reconocimiento se dio luego de la reciente llegada del Ron Viejo de Caldas al país vasco.

## Productos
Aguardiente
- Aguardiente Cristal
- Aguardiente Cristal sin azúcar
- Aguardiente Cristal Tapa Azul
- Aguardiente Cristal XS
- Aguardiente Amarillo de Manzanares

Ron
- Ron Viejo de caldas 5 años
- Ron viejo de caldas 8 años
- Ron Viejo de Caldas 15 años
- Ron Viejo de Caldas 21 años

Cremas
- Crema de ron cheers
- Crema de Café Kaldi

## Premios y reconocimientos
- Superior Taste Award 2010[3] con 2 estrellas doradas a Aguardiente Cristal sin Azúcar, Crema de Ron Viejo de Caldas, Ron Viejo de Caldas 3 Años y Ron Viejo de Caldas Añejo 5 Años; y con 3 estrellas doradas a Ron Viejo de Caldas Añejo 8 Años, galardonado por el International Taste & Quality Institute de Bruselas.
- Superior Taste Award 2012[4] con 2 estrellas doradas a Licor de Ron Viejo de Caldas 4 Años, Crema de Ron Viejo de Caldas Cheers, Ron Viejo de Caldas Juan de la Cruz 5 Años, Aguardiente Cristal sin Azúcar Tapazul y Ron Viejo de Caldas Tradicional 3 Años; y con 3 estrellas doradas a Ron Viejo de Caldas Carta de Oro 8 Años, otorgado por el International Taste & Quality Institute de Bruselas.
- Mejor Empresa Productora de Ron certificada por el IRC 2016. (International Rum Conference).

## Página web oficial
- Ron Viejo de Caldas Colombia: https://ronviejodecaldas.com.co/
- Ron Viejo de Caldas España: https://ronviejodecaldas.com.es/